# الاتحاد الدولي للعلوم الجيولوجية
الاتحاد الدولي للعلوم الجيولوجية (اختصاراً IUGS من International Union of Geological Sciences) هو منظمة غير حكومية تعمل على نطاق عالمي في سبيل التعاون الدولي المشترك في اختصاص علوم الأرض والجيولوجيا.
تأسس الاتحاد سنة 1961 في باريس، ويقع مقر إدارة شؤونه حالياً في بكين عاصمة جمهورية الصين الشعبية.